# وزندورف
وزندورف (به آلمانی: Wesendorf) یک شهر در آلمان است که در گیفهورن واقع شده‌است. وزندورف ۵٬۰۱۷ نفر جمعیت دارد.